# Idriz Voca
Idriz Naser Voca (Stans, 15 maggio 1997) è un calciatore svizzero naturalizzato kosovaro, centrocampista della Triestina.

## Biografia
Nato in Svizzera da genitori kosovari-albanesi.

## Carriera

### Club
Cresciuto nel settore giovanile del Lucerna, ha esordito in prima squadra il 5 aprile 2017, nella partita di Coppa Svizzera persa per 6-5 ai rigori contro il Sion.
Il 23 settembre 2020 viene acquistato dall'Ankaragücü.
Il 28 gennaio 2022, a seguito di alcuni mesi da svincolato, firma un contratto di 2 anni e mezzo per il Cosenza, in Serie B. Esordisce il 20 febbraio, subentrando a partita in corso e venendo espulso alcuni minuti più tardi. Il 26 agosto 2023 segna il suo primo gol in serie B nella partita in casa del Venezia, pareggiata per 1-1.
Il 16 luglio 2024, viene ingaggiato a parametro zero dalla Triestina, in Serie C, con cui firma un contratto triennale, con opzione per un'ulteriore stagione in caso di promozione in Serie B.

### Nazionale
Convocato per la prima volta con la nazionale Under-21 kosovara il 29 agosto 2017, ha esordito con la stessa il 1º settembre, in occasione della partita vinta per 3-2 contro la Norvegia, valida per le qualificazioni all'Europeo 2019.
Tra il 2018 ed il 2021 ha invece giocato complessivamente 15 partite in nazionale maggiore.

## Statistiche

### Presenze e reti nei club
Statistiche aggiornate al 17 maggio 2025.
| Stagione          | Squadra           | Campionato        | Campionato | Campionato | Coppe nazionali | Coppe nazionali | Coppe nazionali | Coppe continentali | Coppe continentali | Coppe continentali | Altre coppe | Altre coppe | Altre coppe | Totale | Totale | Totale |
| Stagione          | Squadra           | Comp              | Pres       | Reti       | Comp            | Pres            | Reti            | Comp               | Pres               | Reti               | Comp        | Pres        | Reti        | Pres   | Reti   |        |
| ----------------- | ----------------- | ----------------- | ---------- | ---------- | --------------- | --------------- | --------------- | ------------------ | ------------------ | ------------------ | ----------- | ----------- | ----------- | ------ | ------ | ------ |
| 2015-2016         | Lucerna II        | 1L                | 21         | 0          | -               | -               | -               | -                  | -                  | -                  | -           | -           | -           | 21     | 0      |        |
| 2016-2017         | Lucerna II        | 1L                | 19         | 2          | -               | -               | -               | -                  | -                  | -                  | -           | -           | -           | 19     | 2      |        |
| 2017-2018         | Lucerna II        | 1L                | 12         | 2          | -               | -               | -               | -                  | -                  | -                  | -           | -           | -           | 12     | 2      |        |
| Totale Lucerna II | Totale Lucerna II | Totale Lucerna II | 52         | 4          |                 | -               | -               |                    | -                  | -                  |             | -           | -           | 52     | 4      |        |
| feb.-giu. 2017    | Lucerna           | SL                | 3          | 0          | CS              | 1               | 0               | UEL                | -                  | -                  | -           | -           | -           | 4      | 0      |        |
| 2017-2018         | Lucerna           | SL                | 19         | 0          | CS              | 1               | 0               | UEL                | 0                  | 0                  | -           | -           | -           | 20     | 0      |        |
| 2018-2019         | Lucerna           | SL                | 30         | 1          | CS              | 4               | 0               | UEL                | 2                  | 0                  | -           | -           | -           | 36     | 1      |        |
| 2019-2020         | Lucerna           | SL                | 30         | 2          | CS              | 4               | 0               | UEL                | 4                  | 1                  | -           | -           | -           | 38     | 3      |        |
| set. 2020         | Lucerna           | SL                | 1          | 0          | CS              | 1               | 0               | -                  | -                  | -                  | -           | -           | -           | 2      | 0      |        |
| Totale Lucerna    | Totale Lucerna    | Totale Lucerna    | 83         | 3          |                 | 11              | 0               |                    | 6                  | 1                  |             | -           | -           | 100    | 4      |        |
| 2020-2021         | Ankaragücü        | SL                | 26         | 0          | CT              | 1               | 0               | -                  | -                  | -                  | -           | -           | -           | 27     | 0      |        |
| gen.-giu. 2022    | Cosenza           | B                 | 6          | 0          | CI              | -               | -               | -                  | -                  | -                  | -           | -           | -           | 6      | 0      |        |
| 2022-2023         | Cosenza           | B                 | 33+2       | 0          | CI              | 1               | 0               | -                  | -                  | -                  | -           | -           | -           | 36     | 0      |        |
| 2023-2024         | Cosenza           | B                 | 34         | 3          | CI              | 1               | 0               | -                  | -                  | -                  | -           | -           | -           | 35     | 3      |        |
| Totale Cosenza    | Totale Cosenza    | Totale Cosenza    | 73+2       | 3          |                 | 2               | 0               |                    | -                  | -                  |             | -           | -           | 77     | 3      |        |
| 2024-2025         | Triestina         | C                 | 24+2       | 0          | CI-C            | 1               | 0               | -                  | -                  | -                  | -           | -           | -           | 27     | 0      |        |
| Totale carriera   | Totale carriera   | Totale carriera   | 258+4      | 10         |                 | 15              | 0               |                    | 6                  | 1                  |             | -           | -           | 284    | 11     |        |

### Cronologia presenze e reti in nazionale
| Cronologia completa delle presenze e delle reti in nazionale ― Kosovo | Cronologia completa delle presenze e delle reti in nazionale ― Kosovo | Cronologia completa delle presenze e delle reti in nazionale ― Kosovo | Cronologia completa delle presenze e delle reti in nazionale ― Kosovo | Cronologia completa delle presenze e delle reti in nazionale ― Kosovo | Cronologia completa delle presenze e delle reti in nazionale ― Kosovo | Cronologia completa delle presenze e delle reti in nazionale ― Kosovo | Cronologia completa delle presenze e delle reti in nazionale ― Kosovo |
| Data                                                                  | Città                                                                 | In casa                                                               | Risultato                                                             | Ospiti                                                                | Competizione                                                          | Reti                                                                  | Note                                                                  |
| --------------------------------------------------------------------- | --------------------------------------------------------------------- | --------------------------------------------------------------------- | --------------------------------------------------------------------- | --------------------------------------------------------------------- | --------------------------------------------------------------------- | --------------------------------------------------------------------- | --------------------------------------------------------------------- |
| 24-3-2018                                                             | Franconville                                                          | Kosovo                                                                | 1 – 0                                                                 | Madagascar                                                            | Amichevole                                                            | -                                                                     | 77’                                                                   |
| 27-3-2018                                                             | Franconville                                                          | Kosovo                                                                | 2 – 0                                                                 | Burkina Faso                                                          | Amichevole                                                            | -                                                                     | 29’                                                                   |
| 7-9-2018                                                              | Baku                                                                  | Azerbaigian                                                           | 0 – 0                                                                 | Kosovo                                                                | UEFA Nations League 2018-2019 - 1º Turno                              | -                                                                     | 84’                                                                   |
| 14-10-2018                                                            | Tórshavn                                                              | Fær Øer                                                               | 1 – 1                                                                 | Kosovo                                                                | UEFA Nations League 2018-2019 - 1º Turno                              | -                                                                     | 54’                                                                   |
| 21-3-2019                                                             | Pristina                                                              | Kosovo                                                                | 2 – 2                                                                 | Danimarca                                                             | Amichevole                                                            | -                                                                     | 71’                                                                   |
| 7-6-2019                                                              | Podgorica                                                             | Montenegro                                                            | 1 – 1                                                                 | Kosovo                                                                | Qual. Euro 2020                                                       | -                                                                     |                                                                       |
| 10-6-2019                                                             | Sofia                                                                 | Bulgaria                                                              | 2 – 3                                                                 | Kosovo                                                                | Qual. Euro 2020                                                       | -                                                                     | 62’                                                                   |
| 7-9-2019                                                              | Pristina                                                              | Kosovo                                                                | 2 – 1                                                                 | Rep. Ceca                                                             | Qual. Euro 2020                                                       | -                                                                     |                                                                       |
| 10-9-2019                                                             | Southampton                                                           | Inghilterra                                                           | 5 – 3                                                                 | Kosovo                                                                | Qual. Euro 2020                                                       | -                                                                     | 59’                                                                   |
| 10-10-2019                                                            | Pristina                                                              | Kosovo                                                                | 1 – 0                                                                 | Gibilterra                                                            | Amichevole                                                            | -                                                                     | 63’                                                                   |
| 24-3-2021                                                             | Pristina                                                              | Kosovo                                                                | 4 – 0                                                                 | Lituania                                                              | Amichevole                                                            | -                                                                     | 46’ 77’                                                               |
| 28-3-2021                                                             | Pristina                                                              | Kosovo                                                                | 0 – 3                                                                 | Svezia                                                                | Qual. Mondiali 2022                                                   | -                                                                     | 75’                                                                   |
| 31-3-2021                                                             | Siviglia                                                              | Spagna                                                                | 3 – 1                                                                 | Kosovo                                                                | Qual. Mondiali 2022                                                   | -                                                                     | 82’                                                                   |
| 1-6-2021                                                              | Pristina                                                              | Kosovo                                                                | 4 – 1                                                                 | San Marino                                                            | Amichevole                                                            | -                                                                     | 70’                                                                   |
| 4-6-2021                                                              | Klagenfurt am Wörthersee                                              | Kosovo                                                                | 2 – 1                                                                 | Malta                                                                 | Amichevole                                                            | -                                                                     | 72’                                                                   |
| Totale                                                                |                                                                       | Presenze                                                              | 15                                                                    |                                                                       | Reti                                                                  | 0                                                                     |                                                                       |